# Українці Канади

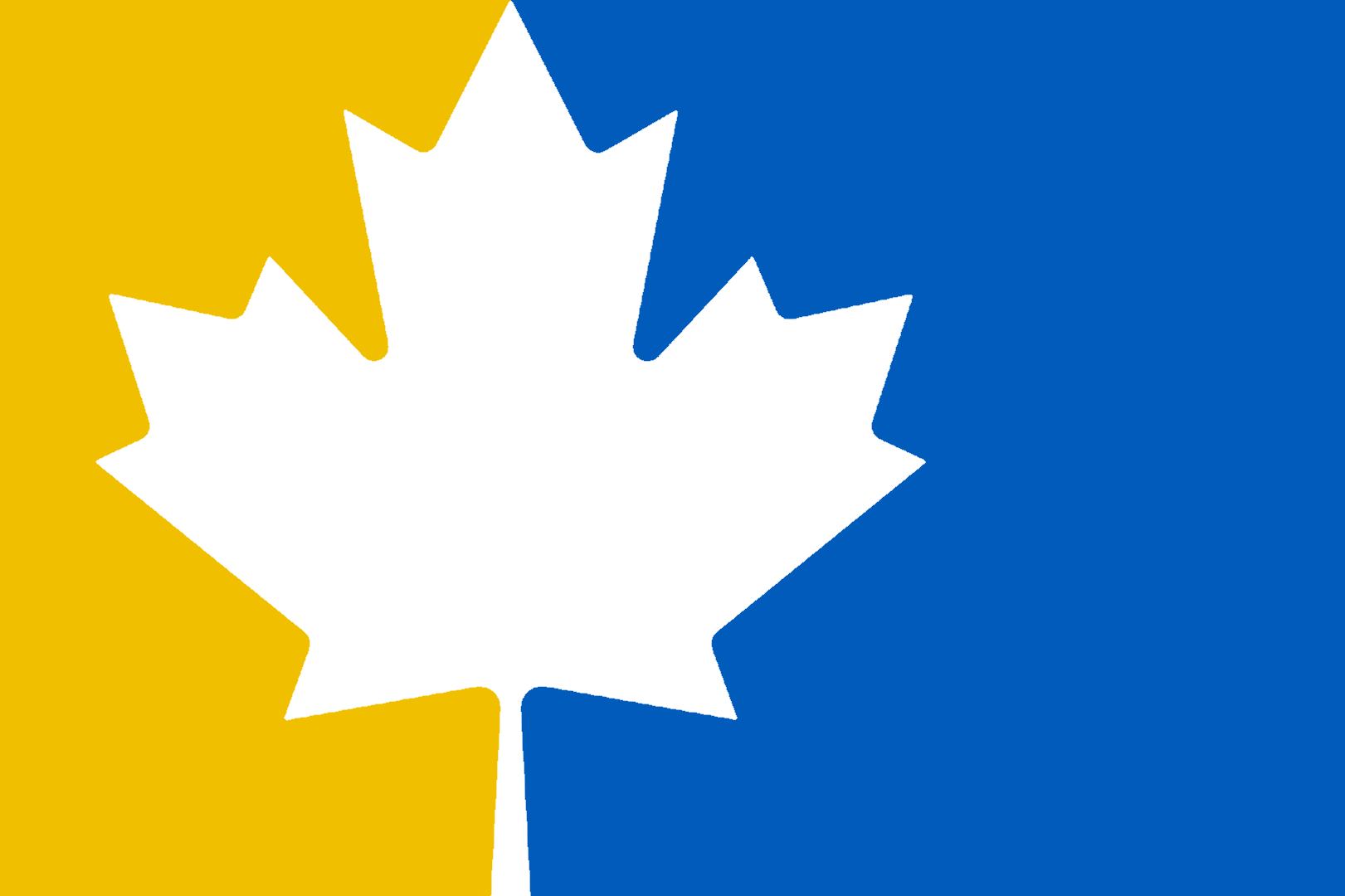
Прапор канадських українців

Украї́нці Кана́ди, канадські українці — особи українського походження, які народились в Канаді або прибули до неї та мають статус резидента чи громадянина країни. 
Канадські українці (за даними 2016 року) — 11-та за чисельністю мовно-етнічна група — 1 359 660 осіб.
Канада — третя країна за кількістю етнічних українців (після України та Російської Федерації). Українці — найбільша слов'янська діаспора на території Канади.
На Сході Канади живе більше українців (в абсолютних цифрах) ніж на Заході. Однак, оскільки українці Західної Канади проживають більш компактно та у відсотковому відношенні їх значно більше, то їхній вплив на політичне і культурне життя заходу країни значніший.

## Історія

### Переселення
Як засвідчують архівні матеріали, окремі українці прибули до Канади у перших десятиріччях 19 століття, зокрема як вояки найманих швейцарських загонів, щоб захищати канадські володіння від наступу американців під час Англо-американської війни 1812 року. Одначе до 1891 поява переселенців з України мала поодинокий, епізодичний характер, тому їх поглинуло чуже середовище. Масове переселення українців до Канади розпочалося наприкінці 19 століття, коли канадський уряд активно заохочував широкомасштабну еміграцію з Південної, Центральної та Східної Європи.
Перші українці в Канаді, Іван Пилипів і Василь Єлиняк, родом із села Небилів (нині Рожнятівського району Івано-Франківської області; їм там встановлено пам'ятник) прибули до Канади пароплавом «Орегон» 19 вересня 1891. З їхнім прибуттям розпочався потік українських іммігрантів на незаймані землі Канади. Ці два українські піонери 1892 посприяли переселенню в Канаду кількох сімей із України, які створили перше й найбільше поселення українців у Канаді в Една-Стар у нинішній канадській провінції Альберта.
Ініціатором масової міграції українців до Канади вважають Йосипа Олеськова, відомого популяризатора еміграції з Галичини і Буковини наприкінці 1890-х років. 1895 він відвідав Канаду і був захоплений її можливостями для розвитку сільського господарства. Його публічні лекції та брошури «Про вільні землі», «О еміграції» заохотили багатьох селян, переважно з Галичини, Буковини, Закарпаття, до виїзду на цілинні простори Канади. Перша хвиля масової імміграції тривала до 1914 (початку Першої світової війни). Охопивши близько 170 тис. осіб, вона започаткувала формування української етнічної групи в Канаді та канадського регіонального варіанта української мови.

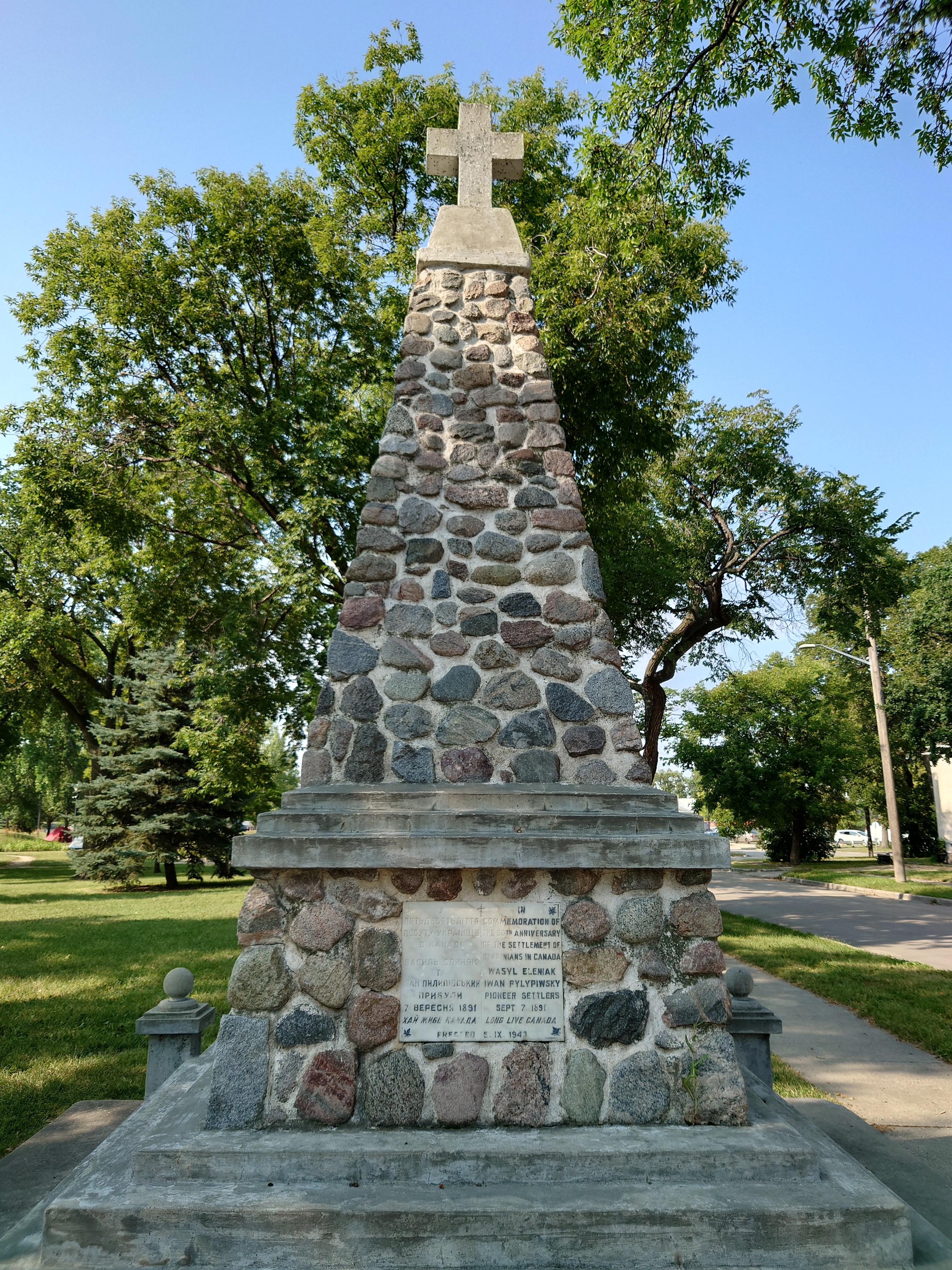
Пам'ятний знак на честь 50-ліття поселення українців у Канаді

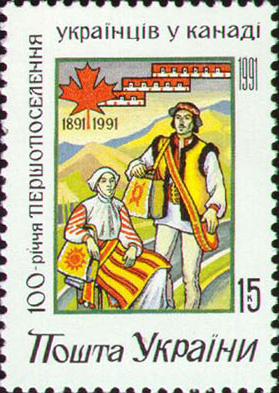
Марка до сторіччя поселення українців у Канаді, 1891–1991

### Хвилі еміграції/імміграції
- 1812-1890-ті — період поодинокої епізодичної імміграції українців;
- 1891—1914 — «перша хвиля» масової трудової імміграції та початок формування української етнічної групи;
- 1920—1941 — «друга хвиля» масової трудової імміграції та консолідація етнічної групи;
- 1950—1960 — «третя хвиля» імміграції з переміщених осіб;
- 1960—1991 — розвиток української етнічної групи Канади в умовах відсутності поповнень з України.

У першій хвилі еміграції переважали соціально-економічні мотиви, у другій спостерігалося поєднання соціально-економічних і політичних причин, у третій — домінування політичних мотивів.
Чисельність українців у Канаді
- 1911 — 75 тис.
- 1921 — 107 тис.
- 1931 — 225 тис.
- 1941 — 306 тис.
- 1951 — 395 тис.
- 1961 — 473 тис.
- 1981 — 530 тис. (754 тис. включно з особами змішаного походження)
- 1986 — 420 тис. (961 тис.)
- 2006 — 301 тис. (1209 тис.)
- 2016 — 274 тис. (1359 тис.)[1]

#### Піонерський період
Наприкінці XIX століття уряд Канади практично безкоштовно роздавав іммігрантам «гомстеди» (земельні наділи) для заселення канадських степів — головною умовою було розпочати господарювання на землі за три роки. Саме тоді канадський міністр внутрішніх справ Сіфтон (1897—1903) розгорнув на західноукраїнських землях активну агітацію за переселення до Канади, сподіваючись таким чином вирішити проблему освоєння дикого Заходу. Українські іммігранти до Канади переважно були землеробами, вони відгукнулися на канадську пропаганду і селилися громадами в цілинному поясі степових провінцій Альберти, Саскачевану й Манітоби.
Хоч Канадські прерії часто порівнюють з українським степом, слід зауважити, що Галичина і Буковина належать до лісостепової зони, тому українці воліли селитися поблизу Едмонтона та Вінніпега. Своїм компактним поселенням українці намагалися створити зручне культурне середовище і посприяти родинним зв'язкам. Нині райони на схід і на північний схід Едмонтону визнано провінційним урядом Альберти як екомузей «Kalyna Country» («калиновий край»).
Для українського піонера було важливим те, що в Канаді була приватна власність на землю в той час, коли в Австро-Угорщині доводилося платити навіть за збирання деревини на власній ділянці, зокрема на будівництво будинків та їхнє опалення.

#### Третя хвиля
Під час «третьої хвилі» імміграції за часів Другої світової війни соціальний склад української діаспори змінився і українці намагалися оселитися у великих містах Східної Канади: у Торонто та Монреалі.

#### Інтернування

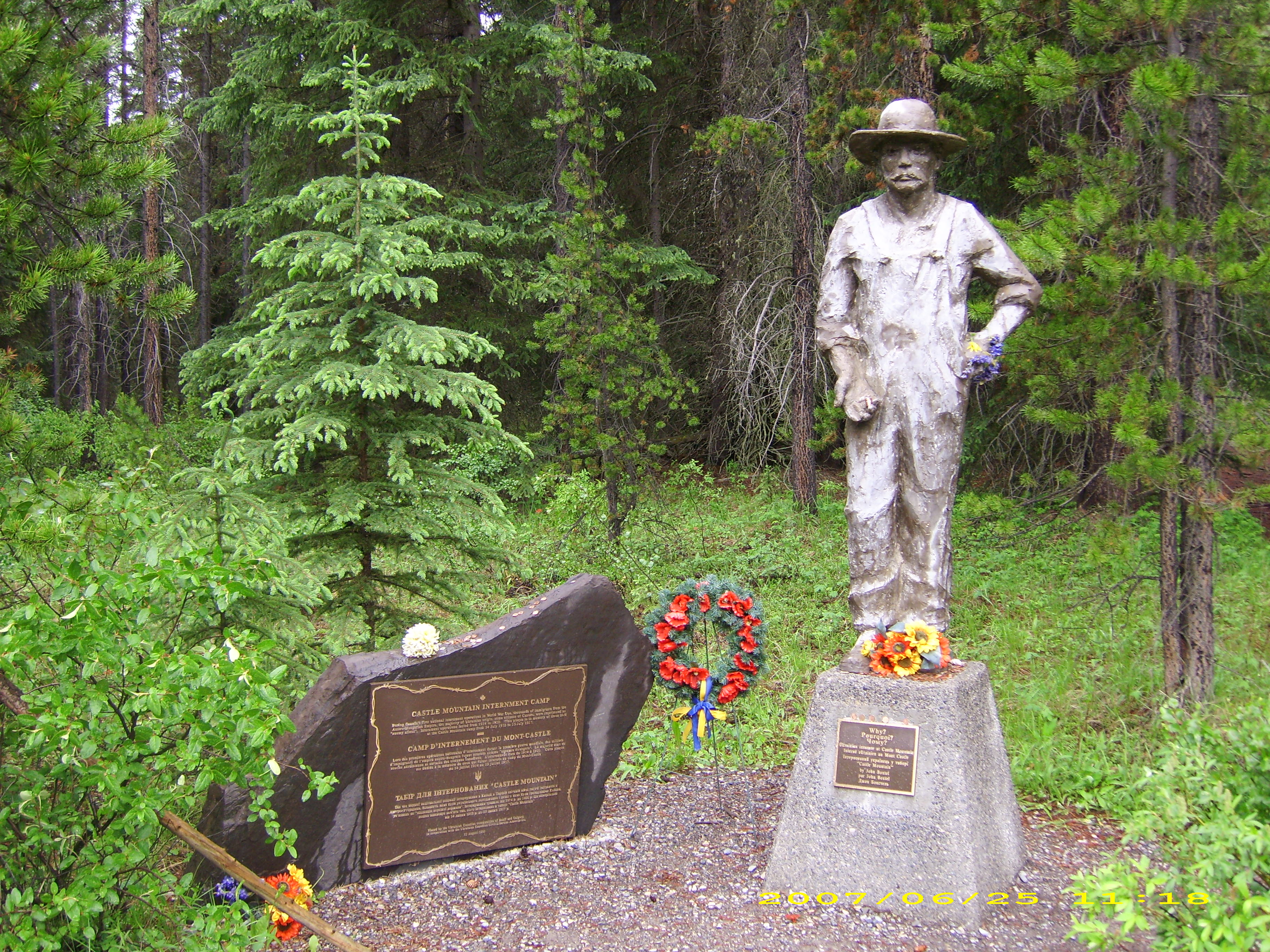
Меморіальна дошка і пам'ятник під назвою «Why?» / «Pourquoi?» / «Чому?», на місці розташування табору інтернованих «Гірський замок», в Національному парку Банф.

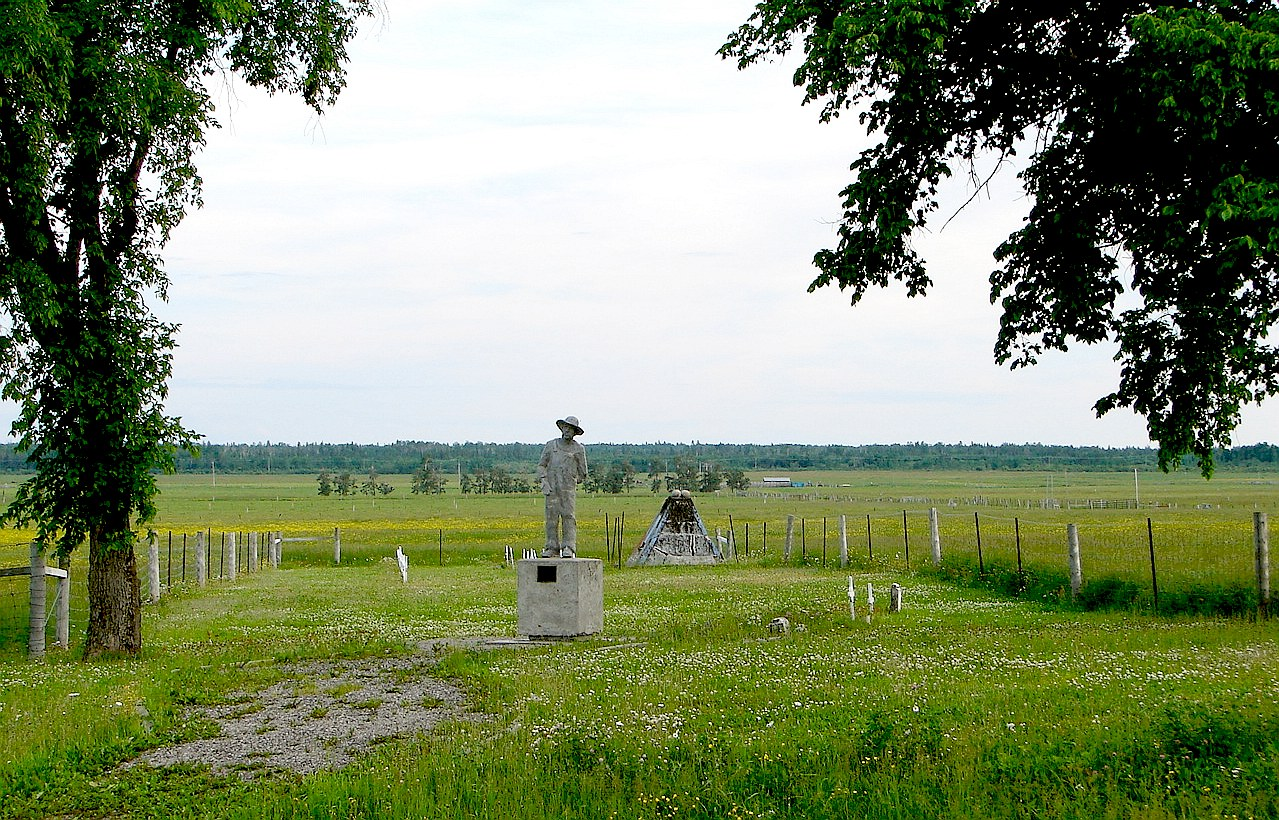
Пам'ятна статуя під назвою Never Forget/Ne Jamais Oublier/Ніколи не забути

У 1914—1921 внаслідок істерії Першої світової війни уряд Канади визнав українців-іммігрантів з австро-угорським громадянством «іноземцями ворожої національності» (англ. «aliens of enemy nationality»). Класифікація, легалізована Актом Воєнного Часу (англ. War Measures Act) 1914 року дозволила канадському уряду вимагати від означеної категорії населення реєстрації у відповідних федеральних державних органах.
Близько 5000 українських чоловіків, а також деякі жінки і діти опинилися у спеціальних таборах для інтернованих і на примусових роботах. Хоча багато з переселенців були «звільнені» від роботи у приватних компаніях до 1917 року, інтернування тривало аж до 20 червня 1920 — майже через рік після того, як Канада підписала Версальський договір.
Нині у Канаді існує приблизно два десятки табличок і меморіалів, присвячених першим операціям з інтернування, зокрема кілька статуй. На основі рішення Законодавчого органу Манітоби вони були відкриті в місцях колишніх таборів інтернування у Національному парку Банф, Альберті, Спіріт-Лейк (Ла-Ферм), Квебеку і Капусказінгу, провінція Онтаріо. Більшість з них розміщено Українською асоціацією громадянських свобод (UCCLA) та її прихильниками. 24 серпня 2005 прем'єр-міністр Канади Пол Мартін визнав інтернування українців «темною главою» в історії Канади і пообіцяв виділити 2,5 мільйона доларів на освітні і пам'ятні заходи, хоча фінансування не було надано.

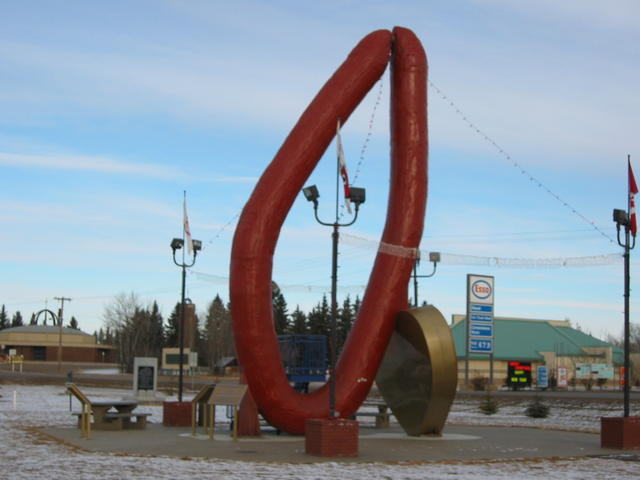
Найбільша у світі українська «ковбаса» в селі Мандер, Альберта

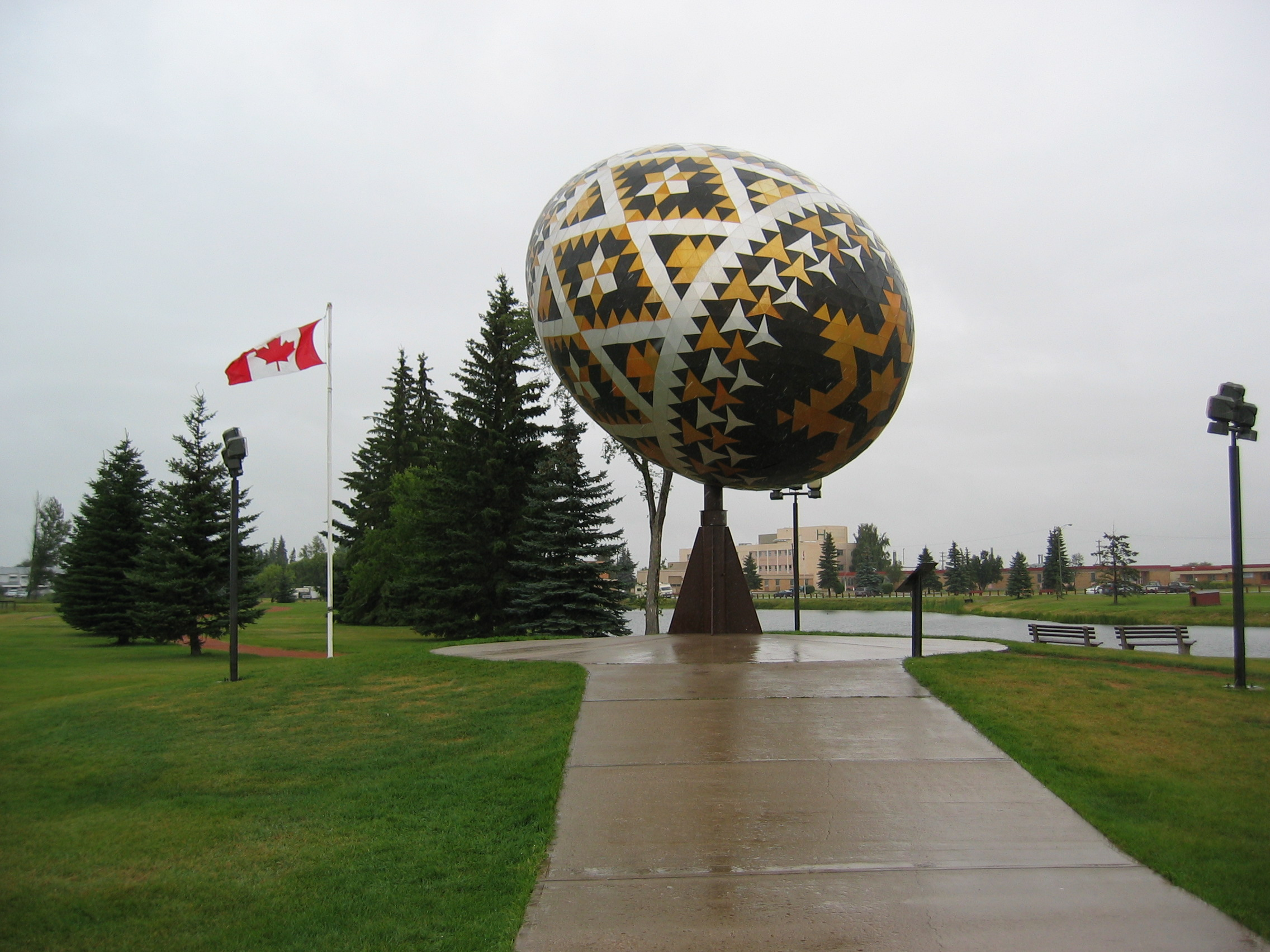
Друга за величиною «писанка» у світі в селі Веґревіль, Альберта

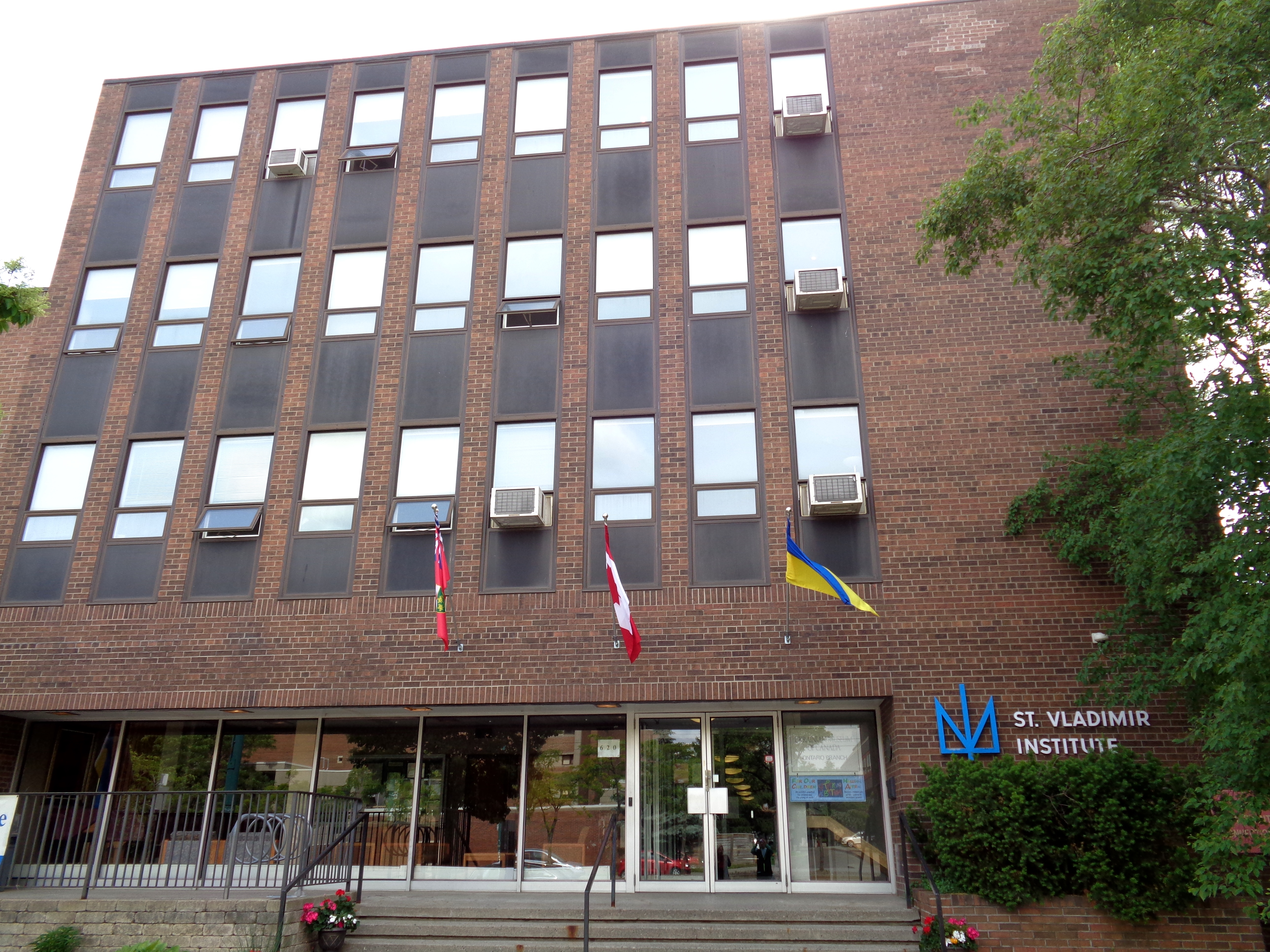
Інститут Святого Володимира, Торонто

#### Еміграція з середини 1920-х
У 1920-х, зокрема з 1923, коли в Канадський імміграційний акт було внесено зміни, що дозволяли імміграцію з колишніх ворожих держав, розпочалася друга хвиля масової заробітчанської імміграції, що призвело до переселення приблизно 68 тисяч українців, головно з Галичини та Волині. Інтенсивна імміграція тривала до 1939 року і спричинила консолідацію української етнічної групи.
У 1947—1960 була третя хвиля імміграції, що здійснювалася передусім за рахунок переміщених осіб з таборів у Австрії та Західної Німеччині. Це були люди з усіх українських етнічних територій, але переважали емігранти із Західної України. Четверта хвиля імміграції почалася 1989 року коли виїзд з УРСР в інші країни на тимчасове або постійне проживання став цілком легальним.
За переписом населення 1981 близько 86 % канадців українського походження народилися у Канаді. Проте ця статистика дуже відносна: перші українські поселенці зареєструвалися під різними національними іменами (залежно від того, з якої держави вони прибули); при переписах змінювався підхід до визначення етнічності; надзвичайно важливою була проблема етнічної самовизначеності тощо.
За переписом 1931 у Канаді налічувалося 225 133 українці; за переписом 1981 — 529 615 канадців походило з етнічно однорідних українських родин та 225 365 осіб мали одного з батьків української національності. За переписом 1986 у Канаді мешкало 420 210 українців походженням з одноетнічних родин і 541 100 — з різноетнічних. До 1971 за чисельністю українці були четвертою етнічної групою у Канаді (після англійців, французів та німців). За переписом 2001 у країні проживає 1,071 млн українців із загальної кількості 29,639 млн жителів.

## Особливості розселення
Сучасна українська етнічна група в Канаді не має суцільних поселень — так званих етнічних анклавів: канадські українці живуть уперемішку з іншими національностями по всій країні. Українські іммігранти першої хвилі поселилися переважно на західних цілинних просторах Канади — у провінціях Манітоба, Альберта, Саскачеван. Напередодні Другої світової війни близько 80 % українців жили в цих провінціях. Під час війни і після неї посилилося переміщення українців у зв'язку з інтенсивними процесами урбанізації на більш промисловий схід, зокрема в провінції Онтаріо та Квебек.
Іммігранти третьої хвилі, з погляду соціально-економічного становища досить строкаті, переважно освічені, поселилися в містах індустріального Сходу, зокрема в провінції Онтаріо. За даними 1981 року, найбільше українців проживало в провінціях Альберта (136 710 одноетнічного походження і 53 075 змішаного) і Онтаріо (133 995 одноетнічного та 69 040 змішаного). Найбільше українців, за тим же переписом, були мешканцями Едмонтона (63 120 — одноетнічного походження та 21 445 — змішаного), Вінніпега (58 970 і 20 380 відповідно) та Торонто (50 705 і 21 025 відповідно). Перепис 2001 року зафіксував певні зміни в географії розселення українців.

## Культура
Відрізані культурно і цивілізаційно від України, знаходячись по той бік залізної завіси Холодної війни канадські українці розвинули власну самобутню культуру, яку в Канаді зокрема репрезентують танцювальний колектив з Едмонтону Ансамбль Танцю «Черемош», музичний етноколектив з Манітоби Paris to Kyiv, гурти «Буря», Zirka, співачка Тереза Сокирка, музей просто неба у Альберті Село україноканадської культурної спадщини, у якому відтворено побут першої хвилі імміграції до Канади.
Культура україноканадців є невід'ємною частиною загальноканадської культури. Комедійна актриса Люба Гой, художник Вільям Курилик, письменниця Мирослава Косташ широко відомі за межами української громади.

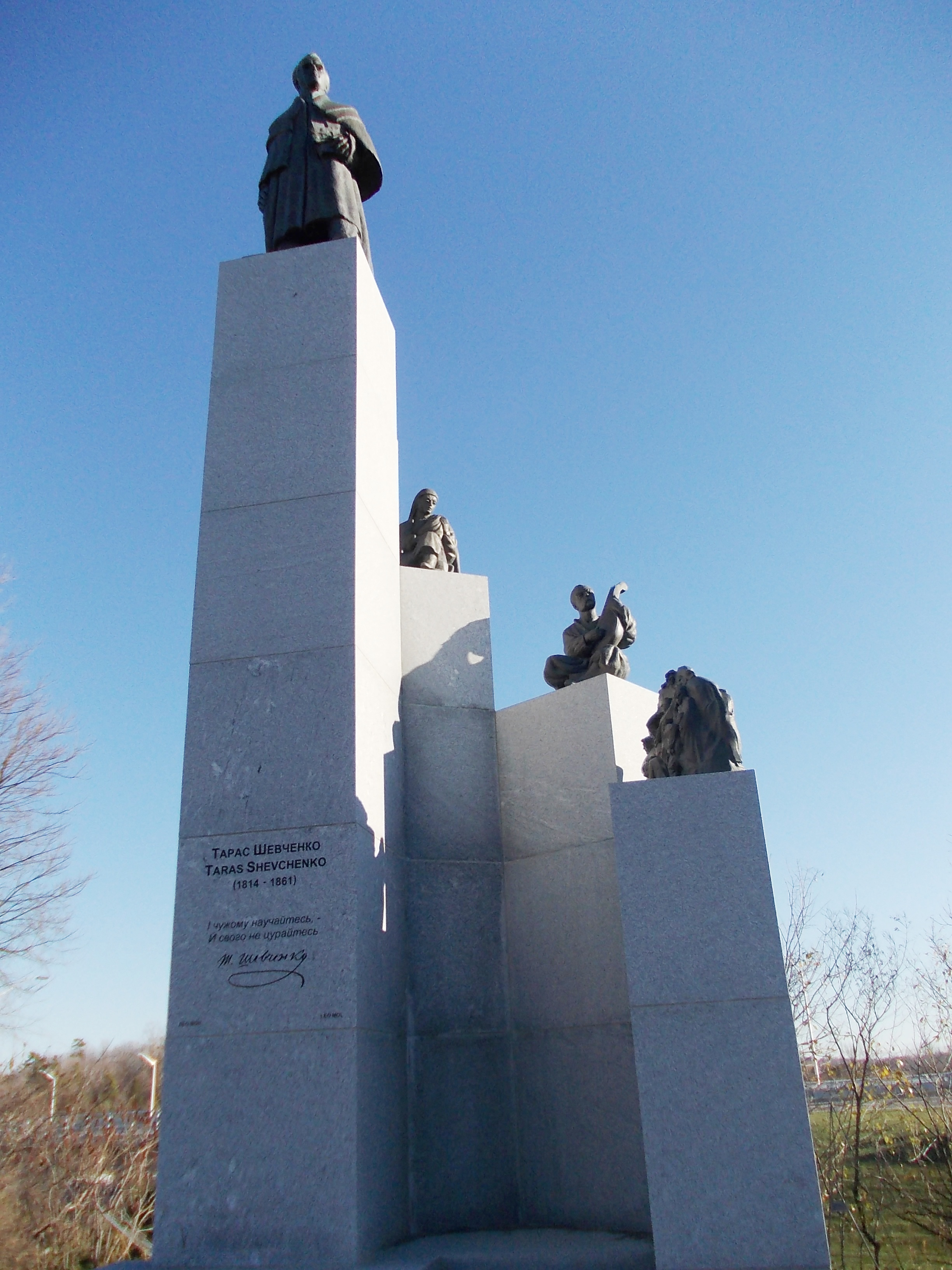
Монумент Тарасові Шевченку в Оттаві

Можливо, найважливіший на цей час внесок української громади в суспільне життя Канади — це концепція канадського мультикультуралізму, яку широко популяризовано лінгвістом-українцем Ярославом Рудницьким. Українцям вдалося переконати Королівську комісію з двомовності й двокультурності (англ. Royal Commission on Bilingualism and Biculturalism) відійти від концепції англо-французької двомовності, як такої, що применшує вплив інших громад на культурний розвиток Канади. Це вплинуло на проголошення Прем'єр-міністром П'єр Трюдо офіційної концепції багатокультурності. Також у західній Канаді з'явилися перші після англійських і французьких українські двомовні програми у школах. Згодом інші громади скористалися соціальними досягненнями українців.

## Мова
Після схвалення першого в Альберті шкільного законодавства про двомовні програми 1971 школи західної Канади пропонують навчання в українсько-англійських двомовних програмах. Подібні закони були впроваджені пізніше в Саскачевані та Манітобі.
Українська мова в Канаді, зі своєю сторічною історією автономного від України розвитку, вивчається такими українознавчими інститутами, як Канадський інститут українських студій (англ. Canadian Institute of Ukrainian Studies) в Едмонтоні.
Українці Канади розмовляють англійською та українською мовами.

## Релігія
Українці Канади — здебільшого християни. Більшість з них — це греко-католики, також є православні та протестанти (Церква баптистів, церква п'ятидесятників).

## Політика

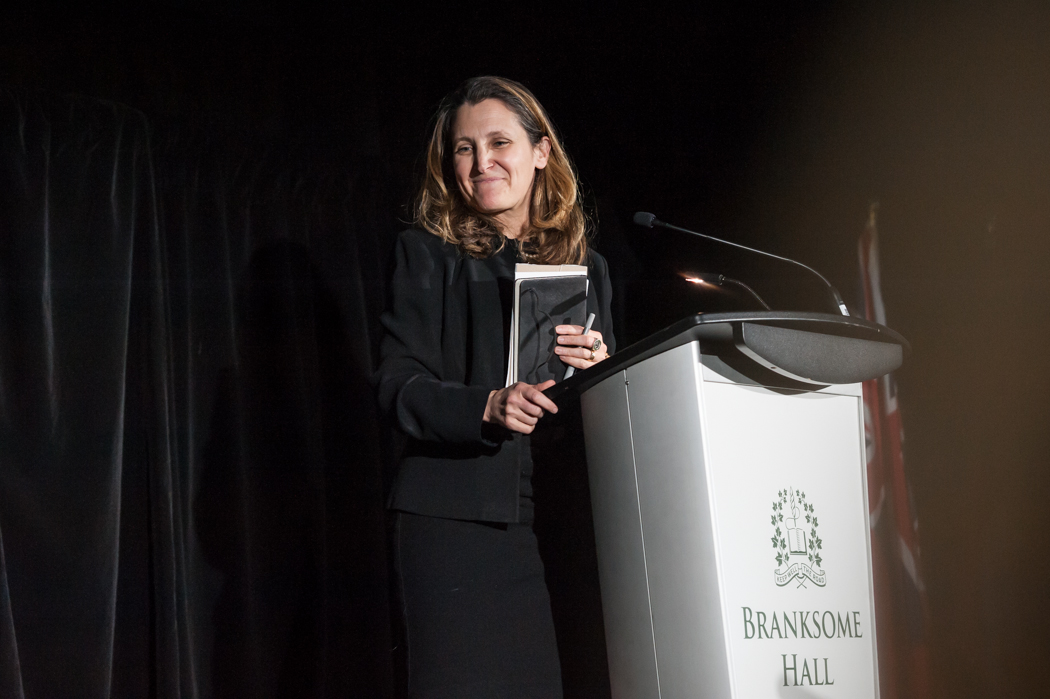
Христя Фріланд, заступниця прем'єр-міністра Канади

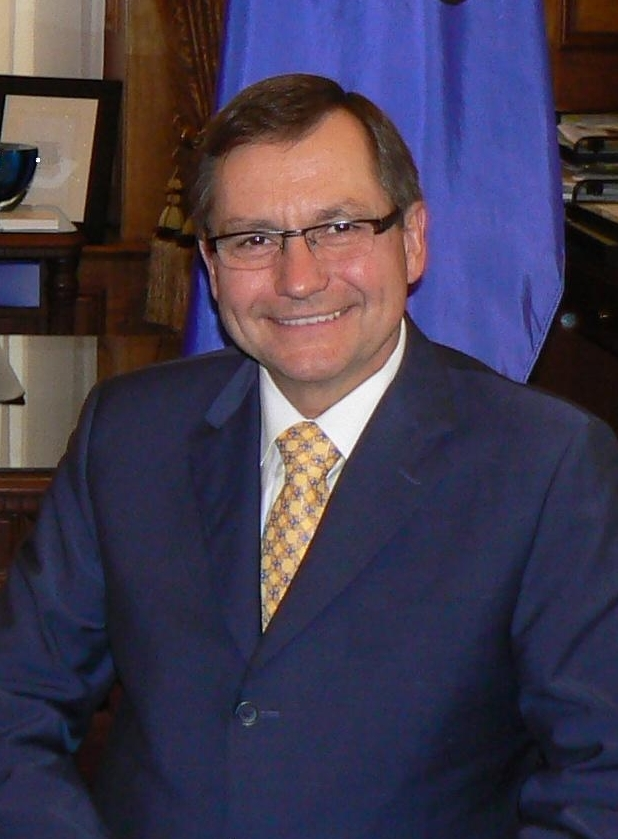
Прем'єр Альберти (2006-2011) Едвард Стельмах

Українці стояли біля витоків канадського соціалізму. Хоча більша частина громади була яскраво антирадянською, серед українців Канади були доволі активні прихильники Комуністичної Партії Канади, які відігравали значну роль у марксистському Ордені Об'єднаних Фермерів (англ. United Farm Labour Temple Association (UFLTA)). Українці Канади також відігравали центральну роль у формуванні Федерації взаємодопомоги (англ. Co-operative Commonwealth Federation) і Нової демократичної партії.
Націоналістичний рух був і є найсильнішим. Канада стала першою країною західного світу, яка визнала незалежність України (2 грудня 1991). Під час Помаранчевої революції 2004 уряд Канади разом з організаціями українців надіслав безпрецедентну кількість кваліфікованих спостерігачів за виборами (близько тисячі).
До етнічних українців, які досягли успіху на політичній сцені Канади, належать Вільям Гавриляк, який тричі був обраний мером міста Едмонтон, колишній прем'єр-міністр Альберти Едвард Стельмах, спікер Легістратури (парламенту) Альберти Жене Звоздецький, депутат Національної Асамблеї (парламенту) Канади Борис Вжесневський. Найбільших успіхів серед українців Канади на представницькому рівні досяг Роман Гнатишин, який у 1990—1995 обіймав посаду генерал-губернатора Канади. Його батько — Іван Гнатишин був сенатором від Прогресивно-консервативної партії. Політики молодшого покоління — Іван Бейкер, Христя Фріланд, Джерард Кеннеді, Павло Ґрод, активність яких хоч і наголошує на українських питаннях, переважно виходить поза українську громаду, звертається до всіх канадців.

## Спорт
Багато українців, народжених в Канаді або США, досягли висот спорту.
Легендарна трійка «Uke-line» — Вік Стасюк, Бронко Хорват й Джонні Буцик — від 1956 до 1960 захищала кольори хокейної команди Національної хокейної ліги (НХЛ) Бостон Брюїнс.
Граючи воротарем за клуб «Детройт Ред-Вінгс», здобув велику славу Террі Савчук. Він і досі вважається одним з найкращих воротарів у історії. Савчука називали «Ukie» (Юкі) за те, що він сильно пишався Україною. Його рекорд досі не перевершений — 103 сухі гри.
Рекорд за найшвидший хет-трик (три голи за гру) отримав Білл Мосієнко («Чикаго Блекгокс»). 23 березня 1952 Мосієнко під час гри проти «Нью-Йорк Рейнджерс» забив три шайби за 21 секунду. Цей рекорд неперевершений.
Майк Боссі із «Нью-Йорк Айлендерс», хоч недовго грав, вважався одним з найкращих хокеїстів свого часу. Він забивав понад 50 шайб дев'ять років поспіль. Цього не зміг зробити навіть Вейн Ґрецкі, в якого також українське походження.
Олександр Годинюк став першим українцем з пострадянського простору, що поїхав виступати в НХЛ. У «Соколі» розлучатися з гравцем не захотіли, і Олександр був змушений вчинити втечу — «залізна завіса» впала лише через рік. Через 17 років Годинюк повернувся до Києва.
Уродженець Києва Дмитро Христич грав 12 років у НХЛ до 2002. Він брав участь у матчах всіх зірок НХЛ 1997 та 1999 — в другому матчі був єдиним, хто офіційно представляв Україну в команді двадцяти чотирьох світових зірок. Христич був членом першої чоловічої Олімпійської збірної України 2002 року.
Уродженець Києва Руслан Федотенко забив єдині два голи у вирішальній грі фіналу Кубка Стенлі 2004 року.
Багаторазовим учасником збірної Канади з регбі є Кевін Ткачук, котрий серед небагатьох північноамериканців був удостоєний честі зіграти за Варварів (Barbarians) — команду-легенду — збірну найкращих гравців світу.

## Мистецтво

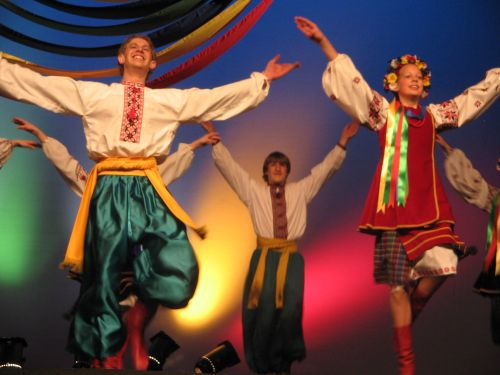
Українські танцюристи на фестивалі у Британській Колумбії

У канадськоукраїнських громадах та поза їхніми межами відвідування гуртків українського танцю — загальнопопулярне дозвілля, особливо для дітей. Є сучасні професійні ансамблі: «Шумка», «Русалка» — та десятки самодіяльних колективів.
Мистецтво розписування писанок — які в Канаді називають «українські великодні яєчка» (англ. Ukrainian easter eggs) — стає щораз популярнішим серед загалу в Канаді. Найбільша у світі писанка знаходиться у місті Веґревіль.

### Музика
Бандурист Віктор Мішалов, Канадська капела бандуристів, акордеоніст Роман Когут та гурт Буря, Алексіс Кохан. Серед рок-музикантів відомі Худі а моцні, Вапняки під голим небом. Однією із найвідоміших канадських поп-співачок українського походження є Тереза Сокирка.

## Сучасність

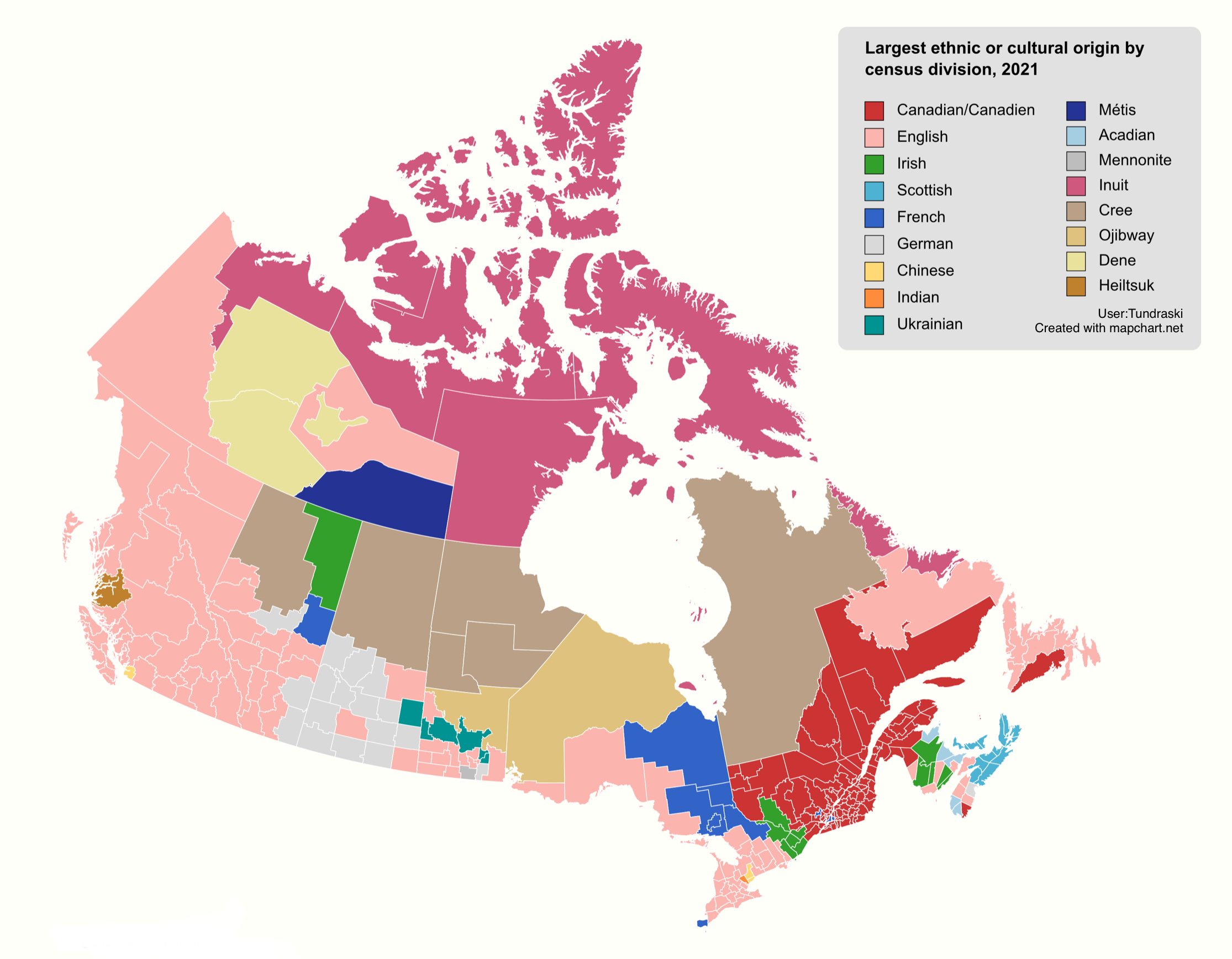
Найбільші національні групи Канади (2021 рік, українці — темно-бірюзовий колір)

За переписом 1991 в Канаді проживало 1 071 060 осіб з повним або частковим українським походженням, за переписом 2006 вже 1 209 085, або 3,9 % населення країни. Україноканадці зберегли свою регіональну культурну ідентифікацію з помітною українською самосвідомістю.
Українці за містами
| Місто       | Населення | Українців | % українців | % всіх українців Канади |         |           |        |     |     |
| ----------- | --------- | --------- | ----------- | ----------------------- | ------- | --------- | ------ | --- | --- |
| Місто       | Населення | Українців | % українців | % всіх українців Канади | Торонто | 2,576,025 | 64,875 | 2,5 | 5,2 |
| Монреаль    | 1,612,640 | 14,070    | 0,9         | 1,1                     |         |           |        |     |     |
| Едмонтон    | 812,201   | 93,420    | 11,4        | 7,5                     |         |           |        |     |     |
| Вінніпеґ    | 649,995   | 98,860    | 15,2        | 7,8                     |         |           |        |     |     |
| Ванкувер МА | 2,280,700 | 84,640    | 3,7         | 6,7                     |         |           |        |     |     |
| Калґарі     | 1,096,833 | 81,660    | 7,4         | 6,5                     |         |           |        |     |     |
| Гамільтон   | 519,949   | 17,770    | 3,4         | 1,4                     |         |           |        |     |     |
| Оттава      | 883,391   | 21,675    | 2,4         | 1,7                     |         |           |        |     |     |
| Саскатун    | 218,315   | 35,795    | 16,5        | 2,8                     |         |           |        |     |     |
| Реджайна    | 189,740   | 25,005    | 13,2        | 2,1                     |         |           |        |     |     |
| Вікторія    | 78,057    | 4,040     | 5,1         | 0,3                     |         |           |        |     |     |

Чисельність осіб українського походження за переписом 2006.
| Територія                  | Населення  | зокрема українського походження | %      |
| -------------------------- | ---------- | ------------------------------- | ------ |
| Манітоба                   | 1 133 510  | 167 175                         | 14,7 % |
| Саскачеван                 | 953 850    | 129 265                         | 13,6 % |
| Альберта                   | 3 256 355  | 332 180                         | 10,2 % |
| Юкон                       | 30 195     | 1 620                           | 5,4 %  |
| Британська Колумбія        | 4 074 385  | 197 265                         | 4,8 %  |
| Північно-Західні території | 41 060     | 1 445                           | 3,5 %  |
| Онтаріо                    | 12 028 895 | 336 355                         | 2,8 %  |
| Нова Шотландія             | 903 090    | 7 500                           | 0,8 %  |
| Нунавут                    | 29 325     | 155                             | 0,5 %  |
| Квебек                     | 7 435 905  | 31 955                          | 0,4 %  |
| Нью-Брансвік               | 719 650    | 2 455                           | 0,3 %  |
| Острів Принца Едварда      | 134 205    | 780                             | <0,1 % |
| Ньюфаундленд і Лабрадор    | 500 610    | 945                             | <0,1 % |
| Канада                     | 31 241 030 | 1 209 085                       | 3,9 %  |

Серед громад з населенням понад 5 тис. осіб, найвищий відсоток осіб українського походження зафіксовано у містечках Веґревіль (41 %) та Сент-Пол (31 %), розташованих у провінції Альберта.
Мегаполіси Канади з найбільшою кількістю населення українського походження та їхня частка у населенні:
- Едмонтон — 144 620 — 14,0 %
- Торонто — 122 510 — 2,4 %
- Вінніпеґ — 110 335 — 15,9 %
  - м. Вінніпег — 96 255 — 15,4 %
- Ванкувер — 81 725 — 3,9 %
- Калґарі — 76 240 — 7,1 %
  - м. Калґарі — 59 770 — 6,9 %
- Саскатун — 38 825 — 16,6 %
- Гамільтон — 27 080 — 3,9 %
- Монреаль — 26 150 — 0,7 %
- Реджайна — 25 725 — 13,2 %
- Оттава-Гатіно — 21 520 — 1,9 %
- Сент-Кетерінс — Ніагара-Фоллс — 20 990 — 5,4 %

## Відомі канадські українці
- Дейв Андрейчук — професійний канадський хокеїст, лівий нападник.
- Павло Баб'як — український церковний діяч.
- Альберт Бандура — вчений, творець теорії соціального навчання, президент канадської психологічної асоціації.
- Білл Барилко — хокеїст, провів 5 сезонів у Національній хокейній лізі Канади.
- Іван Бейкер — політик, депутат парламенту провінції Онтаріо від ліберальної партії по округу Етобіко-центр.
- Федір Богатирчук — шахіст, доктор медицини (радіолог), політичний діяч.
- Роберта Лінн Бондар — перша канадська жінка-астронавт і перший лікар-невролог, який побував у космосі.
- Дарія Вербова — канадська топ-модель.
- Борис Вжесневський — політик, бізнесмен, меценат, культурний діяч.
- Пол Винник — генерал-лейтенант Армії Канади, 14 липня 2016 призначений Командувачем Армії Канади.
- Кетрін Винник — канадська кіно- і телеактриса українського походження.
- Ганна Захарченко - Член Федерації Канадських художників.
- Григорій Гладій — актор кіно і театру, театральний режисер.
- Ісидор Глинка — канадський біохімік, лідер Конґресу Українців Канади, почесний доктор наук Університету Манітоби.
- Роман Гнатишин — юрист, генерал-губернатор Канади.
- Вейн Грецкі — відомий хокеїст, тренер та співвласник клубу Phoenix Coyotes.
- Степан Дзюба — мер Вінніпега з 1957 до 1977.
- Пилип Коновал — єдиний українець-кавалер Хреста Вікторії, найвищої та найпочеснішої нагороди за мужність.
- Зеновія Кушпета — видатна піаністка, педагог, громадська діячка в соціальній сфері, пластунка.
- Юджин Мельник — мільярдер, засновник однієї з найбільших канадських фармацевтичних корпорацій, володіє хокейним клубом «Ottawa Senators» і Melnyk Racing Stables Inc.
- Лео Мол — скульптор, живописець.
- Джеймс Мотлюк  — канадський режисер
- Келлі Олійник  — баскетболіст ліги НБА та збірної Канади
- Любомир Романків — винахідник, науковець компанії IBM в галузі комп'ютерних технологій.
- Рой Романов — політик, прем'єр Саскачевану з 1991 до 2001.
- Ярослав Рудницький — лінгвіст, лексикограф, фахівець в галузі етимології, фольклорист, письменник і публіцист.
- Террі Савчук — канадський хокеїст українського походження.
- Джон (Іван) Сопінка  — перший суддя Верховного суду Канади українського походження, автор кількох книг з права.
- Едвард Стельмах — політик, прем'єр-міністр провінції Альберта.
- Джеймс Темертей — видатний бізнесмен і філантроп.
- Сильвія Ольга Федорук — вчена у галузі досліджень медичної фізики, ректор Саскачеванського університету, віце-губернатор провінції Саскачеван.
- Христя Фріланд — редактор агентства «Рейтер», була керуючим редактором «Financial Times», автор книги «Продаж століття». У листопаді 2015 стала міністром міжнародної торгівлі Канади[9]. 10 січня 2017 призначена міністром закордонних справ Канади[10] та віце-прем'єрміністром.
- Павло Юзик — канадський сенатор українського походження, професор, суспільний діяч, ініціатор політики багатокультурності в Канаді.
- Петро Яцик — бізнесмен і філантроп.